# Adolf Guggenbühl-Craig
Adolf Guggenbühl-Craig (1923, en Zúrich, Suiza – 18 de julio de 2008) fue un analista junguiano suizo perteneciente a la escuela arquetipal en psicología analítica.

## Biografía
Estudió teología y medicina en la Universidad de Zúrich, así como filosofía e historia en la Universidad de Basilea. Iniciaría su práctica privada en Zúrich tras graduarse en psiquiatría y psicoterapia.
Conocerá personalmente a Jung, siendo muy influido por su psicología. Fue docente y presidente durante más de diez años en el Instituto C. G. Jung de Zúrich, así como posteriormente presidente de la IAAP. Sus contribuciones a la psicología analítica, dentro y fuera de Suiza, fueron numerosas. Ha influido a un gran número de junguianos del todo el mundo con su actividad como psicoterapeuta, analista, profesor y ponente, y por ser autor de muchos e importantes libros y artículos.
Falleció a la edad de 85 años.
Sus documentos residen en el OPUS Archives and Research Center, ubicado en el campus del Pacifica Graduate Institute en Carpintería, California.

## Obra
Su obra es muy numerosa, destacando:
- Marriage: dead or alive
- Power in the helping professions
- The emptied soul. On the nature of the psychopath
- Marriage is dead – Long live marriage!
- The old fool and the corruption of myth
- From the wrong side. A paradoxical approach to psychology